# Chorizanthe flava
Chorizanthe flava är en slideväxtart som beskrevs av T. S. Brandeg.. Chorizanthe flava ingår i släktet Chorizanthe och familjen slideväxter. Inga underarter finns listade i Catalogue of Life.